# Канарские острова (провинция)
Провинция Канарские острова (исп. Provincia de Canarias) — бывшая провинция Испании, включавшая в себя Канарские острова. Её столицей был город Санта-Крус-де-Тенерифе. В 1927 году она была разделена на провинцию Санта-Крус-де-Тенерифе, охватывающую территорию западных Канарских островов, и провинцию Лас-Пальмас занимающую восточные острова.

## История
30 ноября 1833 года была создана провинция Канарские острова, которая Конституцией Кадиса 1812 года была установлена со столицей в Санта-Крус-де-Тенерифе. Однако возникло соперничество с островом Гран-Канария из-за того факта, что столицей стал город с острова Тенерифе. Хотя и до этого решения фактической столицей Канарских островов на протяжении трёх столетий являлся также город на Тенерифе — Сан-Кристобаль-де-ла-Лагуна.
В 1912 году для разрешения этого противостояния был издан Закон о местной администрации (исп. Ley de Cabildos). Он пришёлся не по нраву и тем, кто желал разделения на провинции (преимущественно представителям Гран-Канарии), и тем, кто выступал за региональную автономию (преимущественно представителям Тенерифе).
В 1927 году, во время диктатуры генерала Примо де Риверы, провинция Канарские острова была разделена на две части: восточная половина стала провинцией Лас-Пальмас, а западная — провинцией Санта-Крус-де- Тенерифе. С того времени и поныне столичные функции Канарских островов разделены между городами Санта-Крус-де-Тенерифе и Лас-Пальмас-де-Гран-Канария.